# 范艾倫山脈
范艾倫山脈（英語：Van Allen Range）是南極洲的山脈，位於奧次地，處於斯克爾頓雪原南側，長26公里，以美國的科學家詹姆斯·范·艾倫命名，現時由南極條約體系管理。